# Meusnes
Meusnes – miejscowość i gmina we Francji, w Regionie Centralnym, w departamencie Loir-et-Cher.
Według danych na rok 1990 gminę zamieszkiwało 1009 osób, a gęstość zaludnienia wynosiła 76 osób/km² (wśród 1842 gmin Regionu Centralnego Meusnes plasuje się na 391. miejscu pod względem liczby ludności, natomiast pod względem powierzchni na miejscu 974.).